# Копнино (Переславский район)
Копнино́ — село в Переславском районе Ярославской области при реке Нерли.
Постоянное население на 1 января 2007 года — 184 человека.

## История
В глубокую старину село называлось Микульским, потом Никульским-Копнино. Дело в том, что в 1417-1455 годах село было вотчиной боярина Варсонофея (Василия) Борисовича Копнина и с тех пор оно приобрело современное нам наименование.
В 1447-1449 годах боярыня Мария Копнина пожертвовала своё село Копнино Троице-Сергиеву монастырю. После секуляризации 1764 года село стало казённым.
Церковь Николая Чудотворца существовала здесь в 1563 году. К 1593 году она была построена заново. В 1775 году церковь сгорела и в том же году с благословения епископа Переславского Антония была построена новая деревянная же церковь во имя Николая Чудотворца.

В 1815 году вместо деревянной церкви построен прихожанами существующий ныне каменный храм с колокольнею. Престолов в нём три: в холодном во имя святого Николая Чудотворца, в приделах тёплых в честь преподобного Сергия Радонежского и Казанской иконы Божией Матери.
В Копнине с 1875 года была земская народная школа. Другая школа с 1888 года работала на средства Костеревых на Серженском заводе.

## Население
| 1859 | 1897 | 1905 |
| ---- | ---- | ---- |
| 295  | 550  | 570  |

| 1859 | 1897 | 1905 | 1926 | 2007 | 2008 | 2010 |
| ---- | ---- | ---- | ---- | ---- | ---- | ---- |
| 295  | ↗550 | ↗566 | ↗722 | ↘184 | →184 | ↘166 |